# Личный город (арт-проект)
«Личный город» — арт-проект художника Юрия Фесенко. Первая часть проекта «Личный город. Опыт строительства» была открыта 18 июня 2021 года в музее «Градостроительство и быт г. Таганрога» при содействии галереи ZHDANOV.

## О проекте
С 2014 года в течение 7 лет Юрий Фесенко реализовывал в Таганроге стрит-арт проект, создавая многочисленные энвайронмент-работы в различных городских локациях: на улицах, лестницах, в двориках, склонах урочищ, на берегу Азовского моря. Таганрог это родной город московского художника Юрия Фесенко, здесь он родился, учился в чеховской школе, делал первые шаги в изобразительном искусстве. Авторские изображения и объекты в рамках «Личного города» выстраивались с помощью снега, воды, песка и глины, выступая своеобразными палимпсестами на пергаменте улиц старого города, пергаменте, пропитанном множественными культурными наслоениями и историческими мифами. С 2014 по 2021 год Фесенко создал в Таганроге несколько сотен объектов и сделал более 3500 фотоснимков. В экспозицию выставки вошли изображения 50-ти работ, начиная от огромного «Скифского ковра», «вытканного» во время отлива на мокром песке Таганрогского залива (пластическое эксперименты с ковроткачеством — одна из любимых линий в работах Фесенко) и заканчивая эфемерными рисунками водой на раскалённом летнем асфальте.
Работы выставочного проекта Юрий Фесенко интегрировал в экспозиционное пространство музея, провоцируя различные культурологические диалоги между своими работами и музейными экспонатами.
Вторая часть проекта, «Личный город. Список ключей», была проведена в январе 2022 года в Ростовском областном музее изобразительных искусств в Ростове-на-Дону.
Третья часть проекта, «Личный город. Ковёр-оберег», была проведена в феврале 2023 года в музее «Дворец Алфераки» в Таганроге.

## Галерея

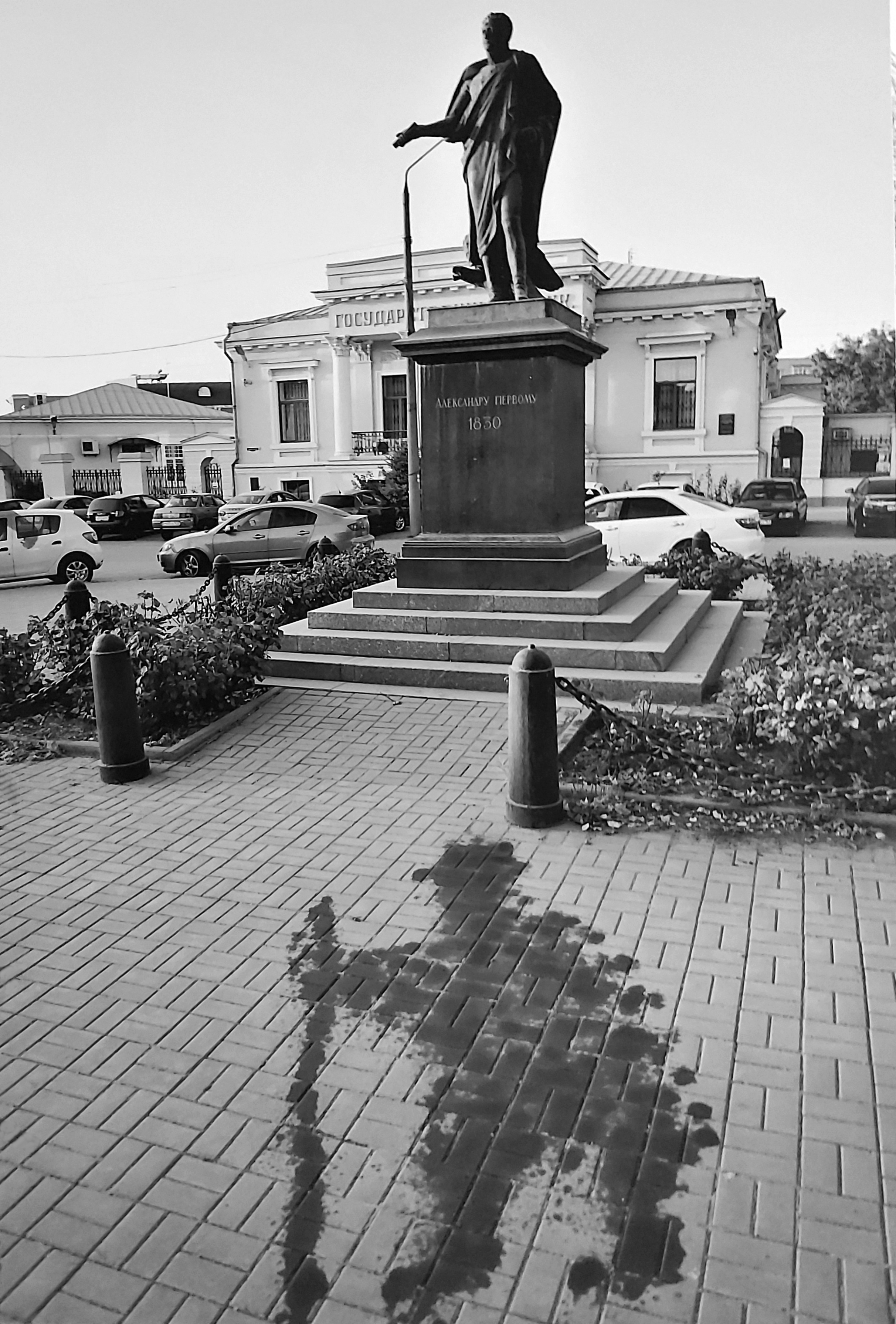
«Старец Фёдор Кузьмич»
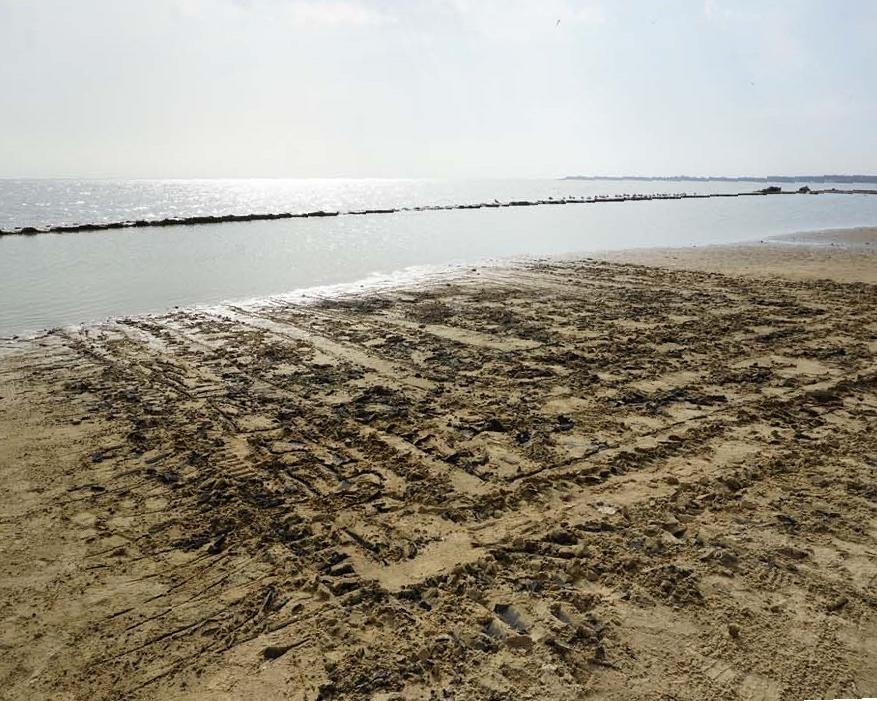
«Скифский ковёр»
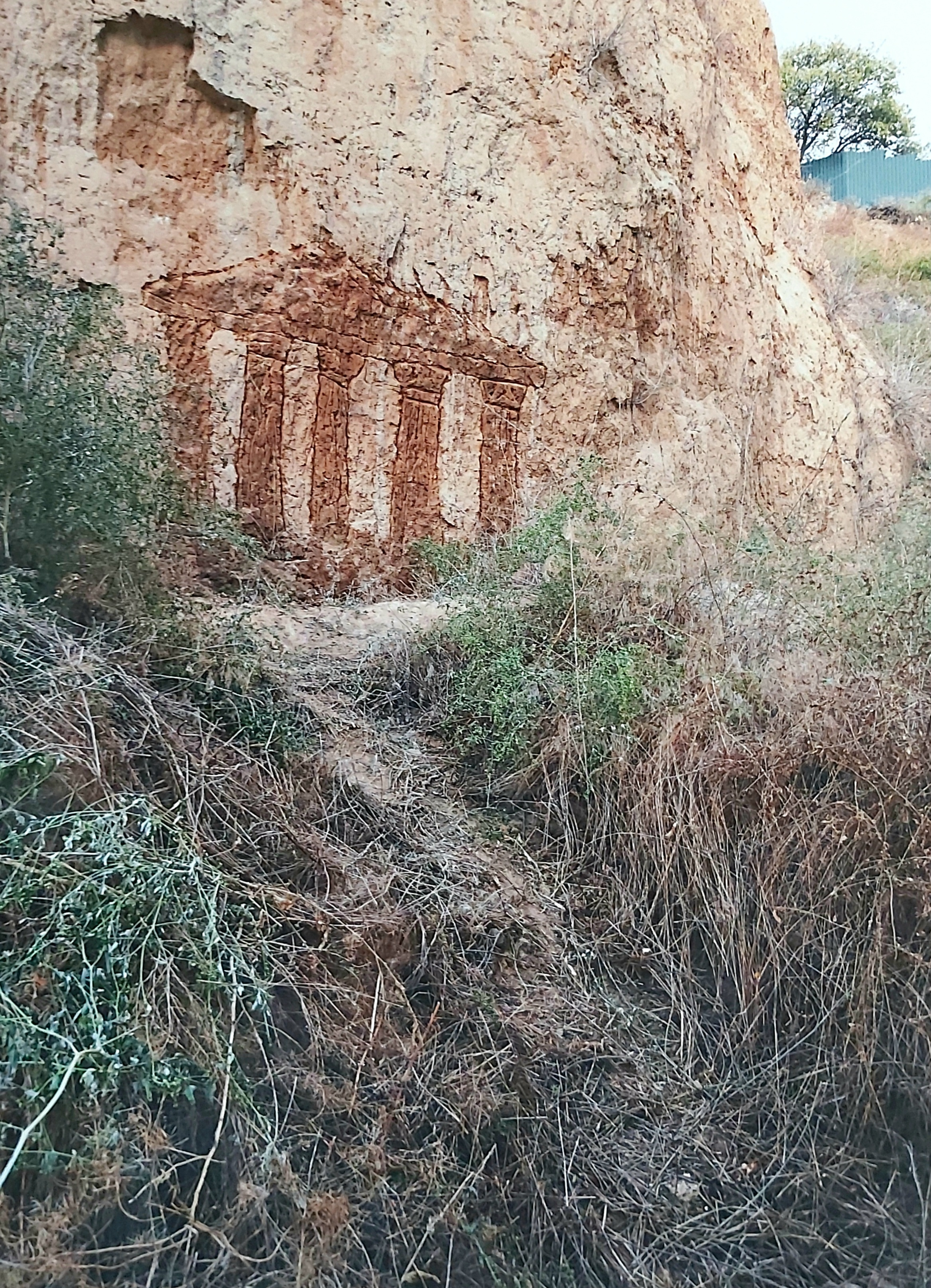
«Портик»
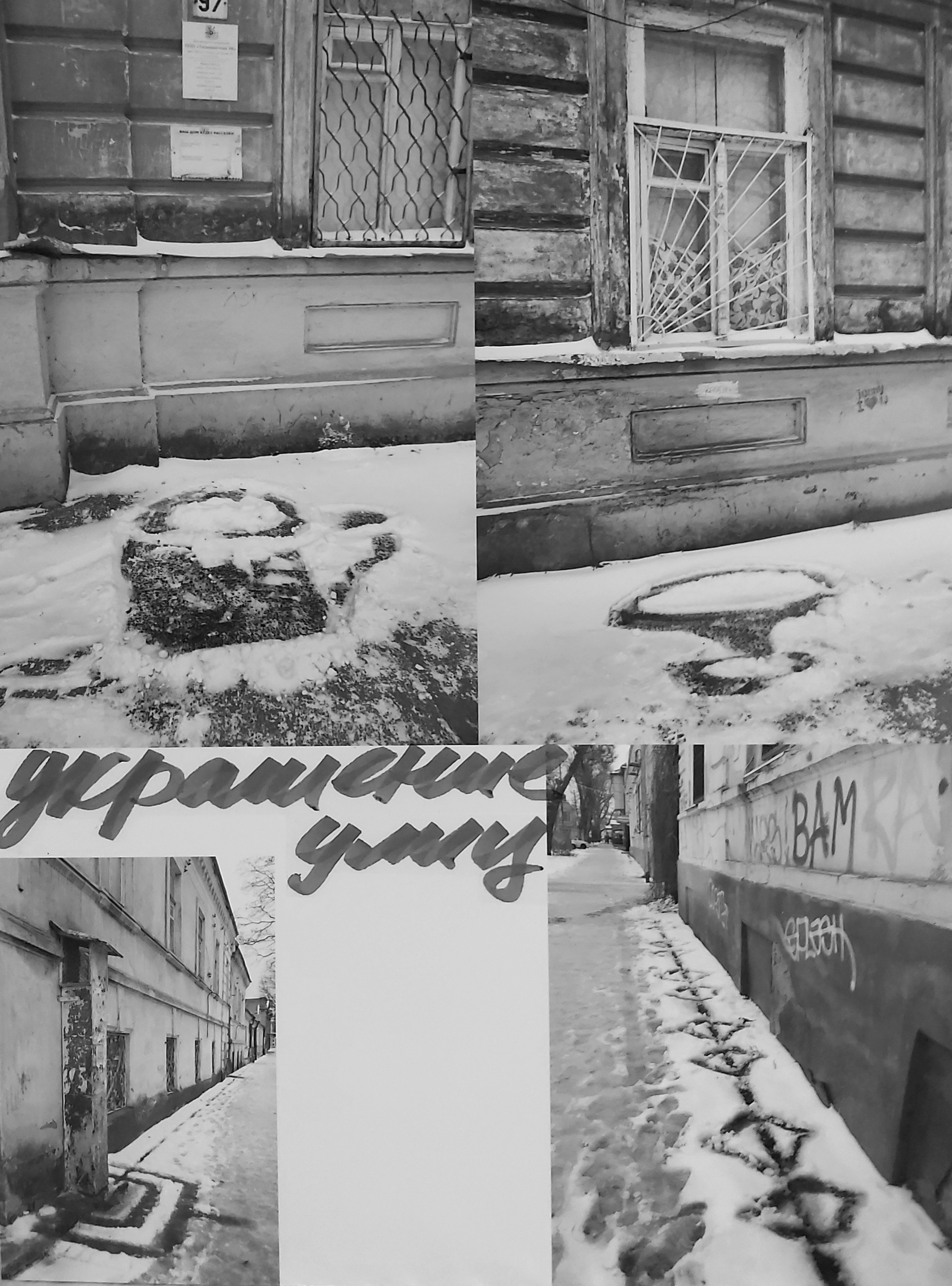
«Украшение улиц»

## Цитаты

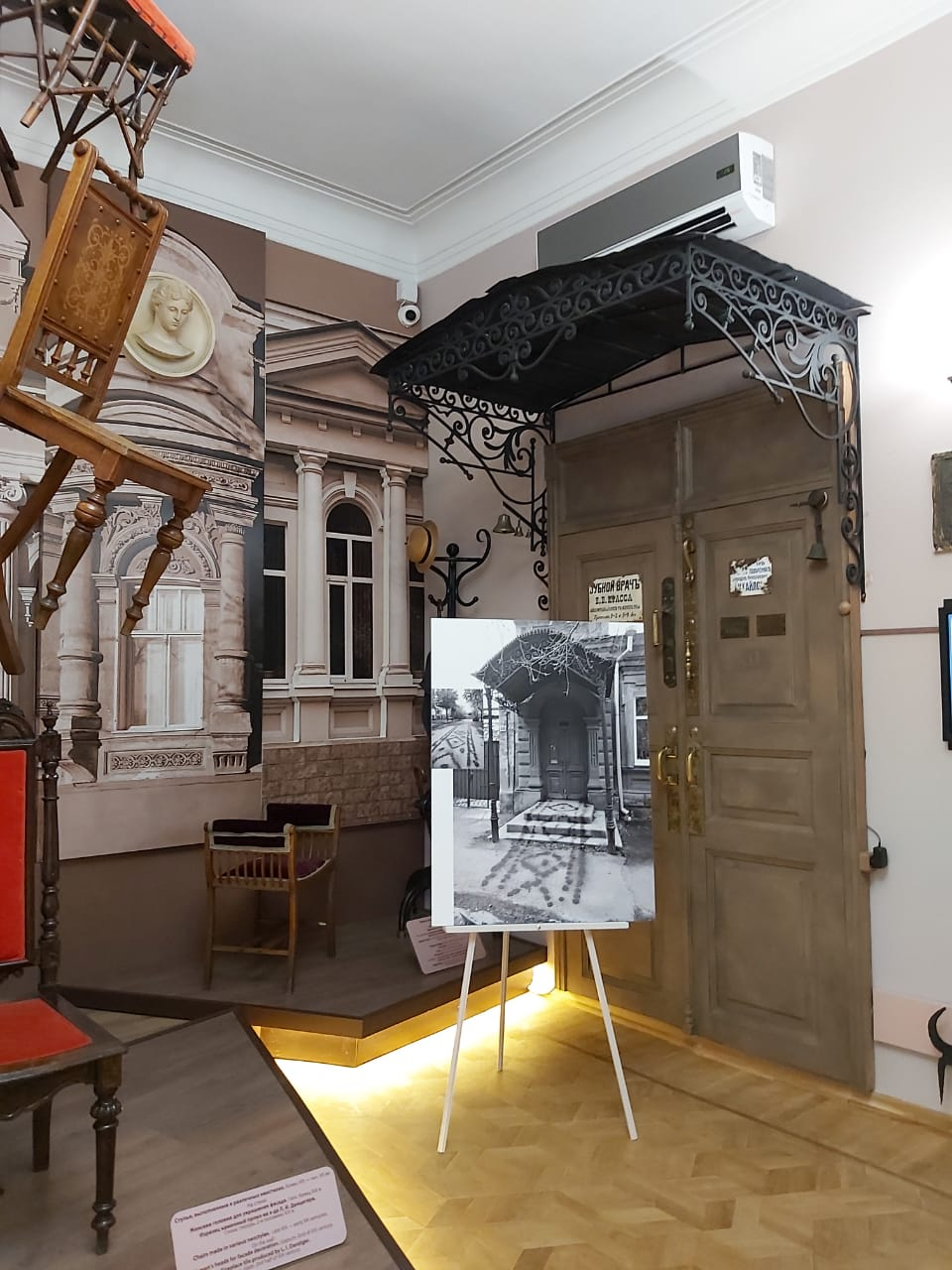
Фрагмент экспозиции

- «Одна из центральных идей проекта Юрия Фесенко — в любой момент уникальный в своем роде „экспонат“ может исчезнуть без следа. Но, в отличие от стрит-арта, эта идея — лишь часть концепции, заложенной в замысле художника, в котором важным становится не столько результат работы, сколько процесс его создания. Таким образом, произведением искусства здесь следует называть не конкретно созданное изображение, а фиксацию процесса его создания и жизни. Объекты, к которым обращается Фесенко, существуют в пространстве в хрупком и неустойчивом состоянии. Но и само окружение является непрерывным и последовательно изменяемым во времени. Образы, созданные автором — эфемерны, основаны на сопоставлении материальных, почти „вечных“ предметов и недолговечности, хрупкости природных явлений. В противовес первобытным наскальным изображениям, монолитным зданиям и памятникам на улицах городов, знаки — символы, созданные Фесенко, испаряются, исчезают на выпавшем заснеженном пространстве или в зыбкой ряби прибрежного песка. После того, как работа завершена, прежде чем исчезнуть, она какое-то время живет своей жизнью, подтверждая утверждение о процессуальности объекта искусства. При этом автор исследует процессы художественной трансформации, создаёт среду, которая может быть представлена не только невербально, но и с помощью текстов, смещая, таким образом, мир физической реальности в сторону символического концептуального контекста»[19] — Светлана Крузе, 2021.
- «Для меня Таганрог, с его прошлым и настоящим, знаком с детских лет. Тем не менее, периодически приезжая, я понимал, что в очередной раз предо мной находился как бы другой город, и знакомиться с ним нужно заново. Вероятно, в разное время образы из бессознательной памяти влияли на моё восприятие одних и тех же городских мотивов, тем самым меняя в этот момент моё представление о них. Это подсказало изобразительный приём для моего путевого альбома, листами которого стали сами улицы и парки Таганрога, а красками и карандашами — подручные природные материалы: вода, снег, песок и глина. Почти все они входят в состав прочных строительных смесей, но сами по себе крайне неустойчивы и недолговечны. Рисунки, выполненные этими материалами на тротуарах города, эфемерны, поскольку исчезают почти сразу после их создания. Они — одномоментное отображение моих ассоциаций по поводу наблюдаемого сюжета. Их появление и исчезновение с улиц города подобно перелистыванию альбома художника, в котором работа над новым рисунком начинается с „чистого листа“. Фотосъёмка позволяет „сохранить“ исчезающие уличные рисунки, запечатлеть их в городском окружении. Сделанные снимки становятся своего рода репродукциями листов моего „путевого альбома“. Из них и собрана экспозиция для выставочного проекта „Личный город“»[7] — Юрий Фесенко, 2021.
- «… В этом художественном проекте друг на друга накладываются два пространства: одно — персональное, внутреннее, воображаемое, другое — общественное, внешнее, реальное. Всем известно, что географические карты бывают политическими, историческими, экономическими и т. д. Рисуя водой, песком, глиной, снегом прямо на улицах, пляжах, площадях, в парках различные архетипические изображения (Ковёр, Единорог, Птица, Старец, Судно и проч.) и сразу фотографируя их (собственно, из этих фотографий и состоит экспозиция), Фесенко создаёт личную, „психологическую“, карту города — не того, в котором находится автор, а того, который всегда в авторе» — Михаил Басов, 2021.

## Экспозиция

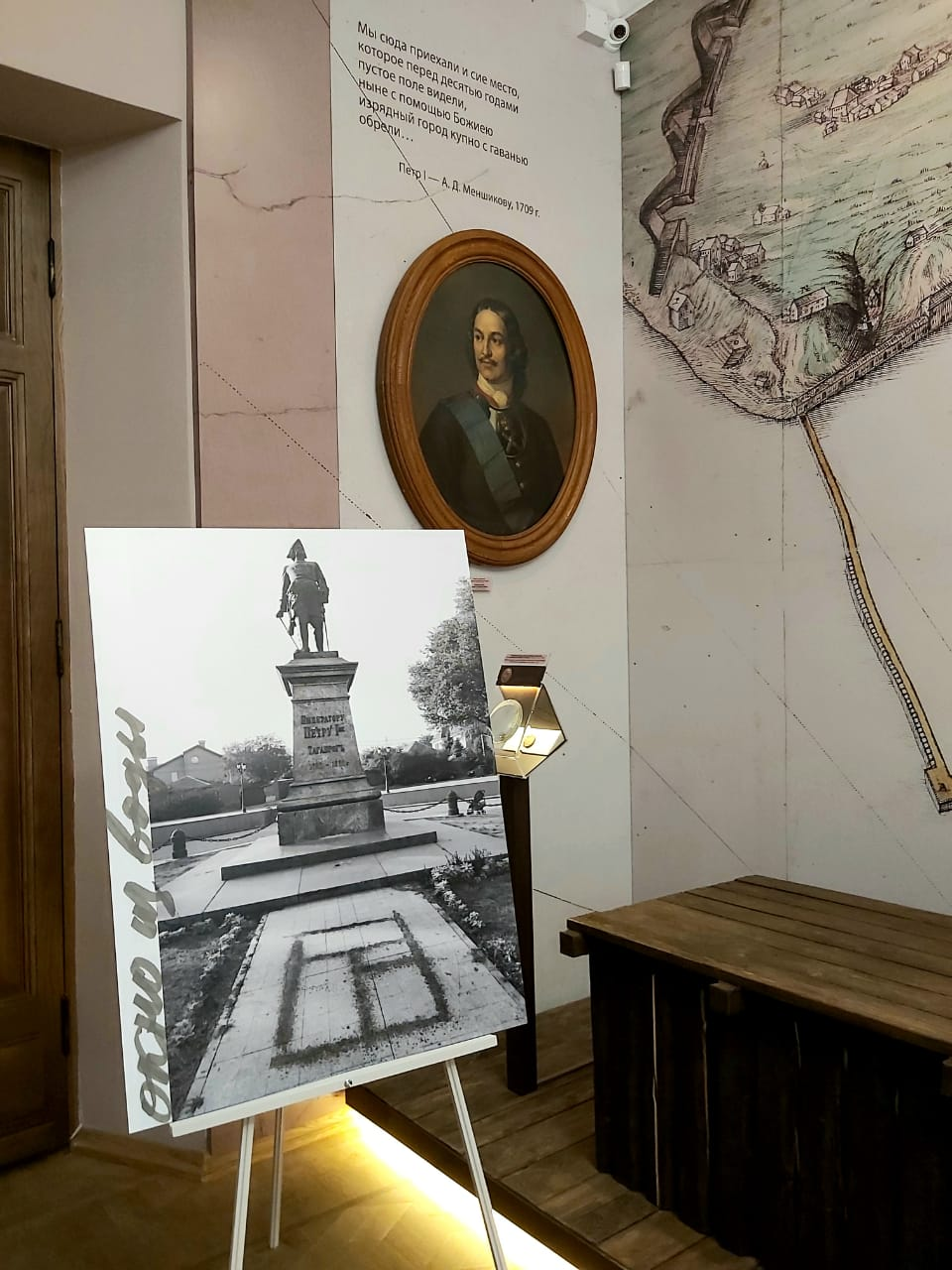
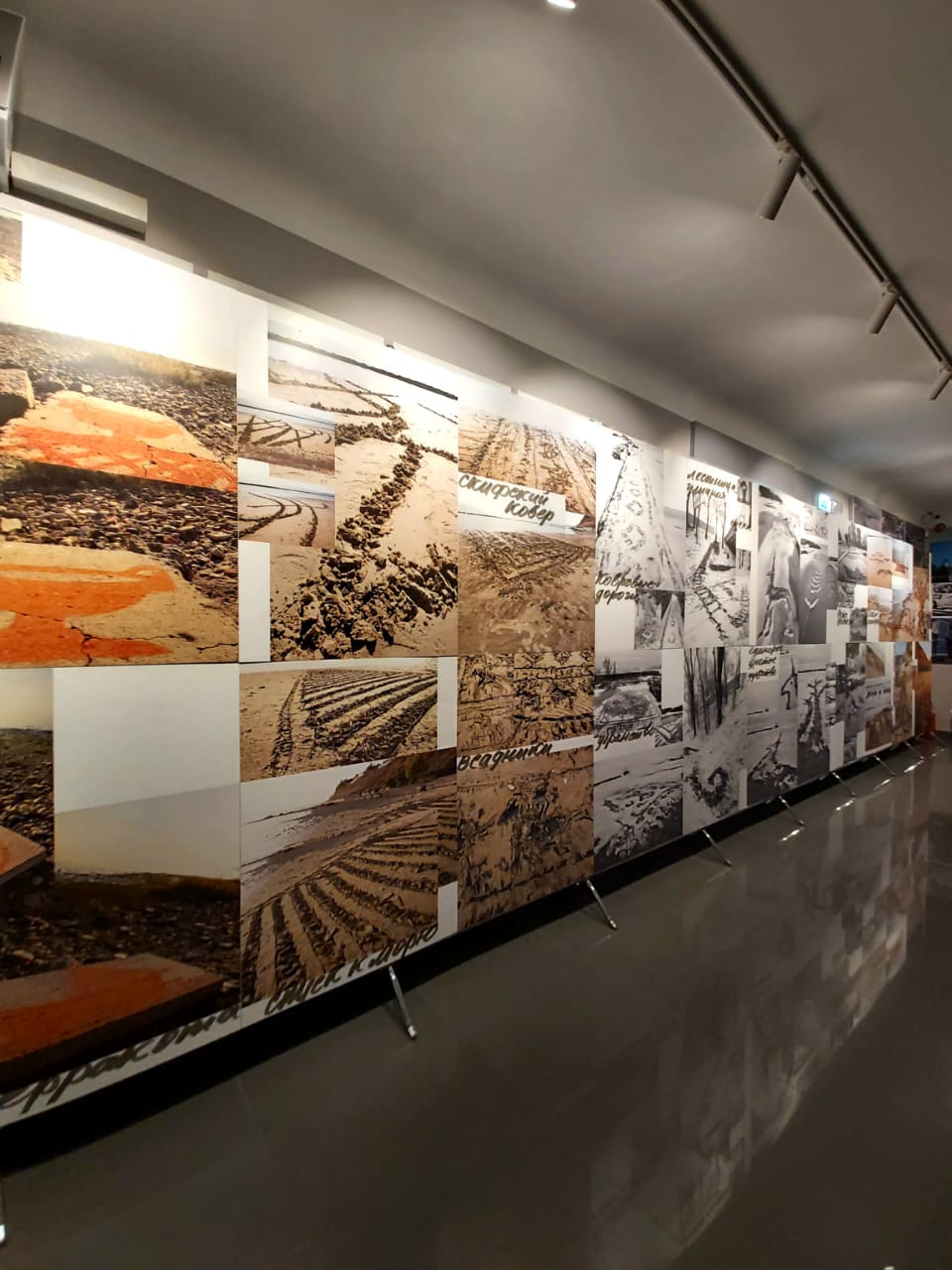
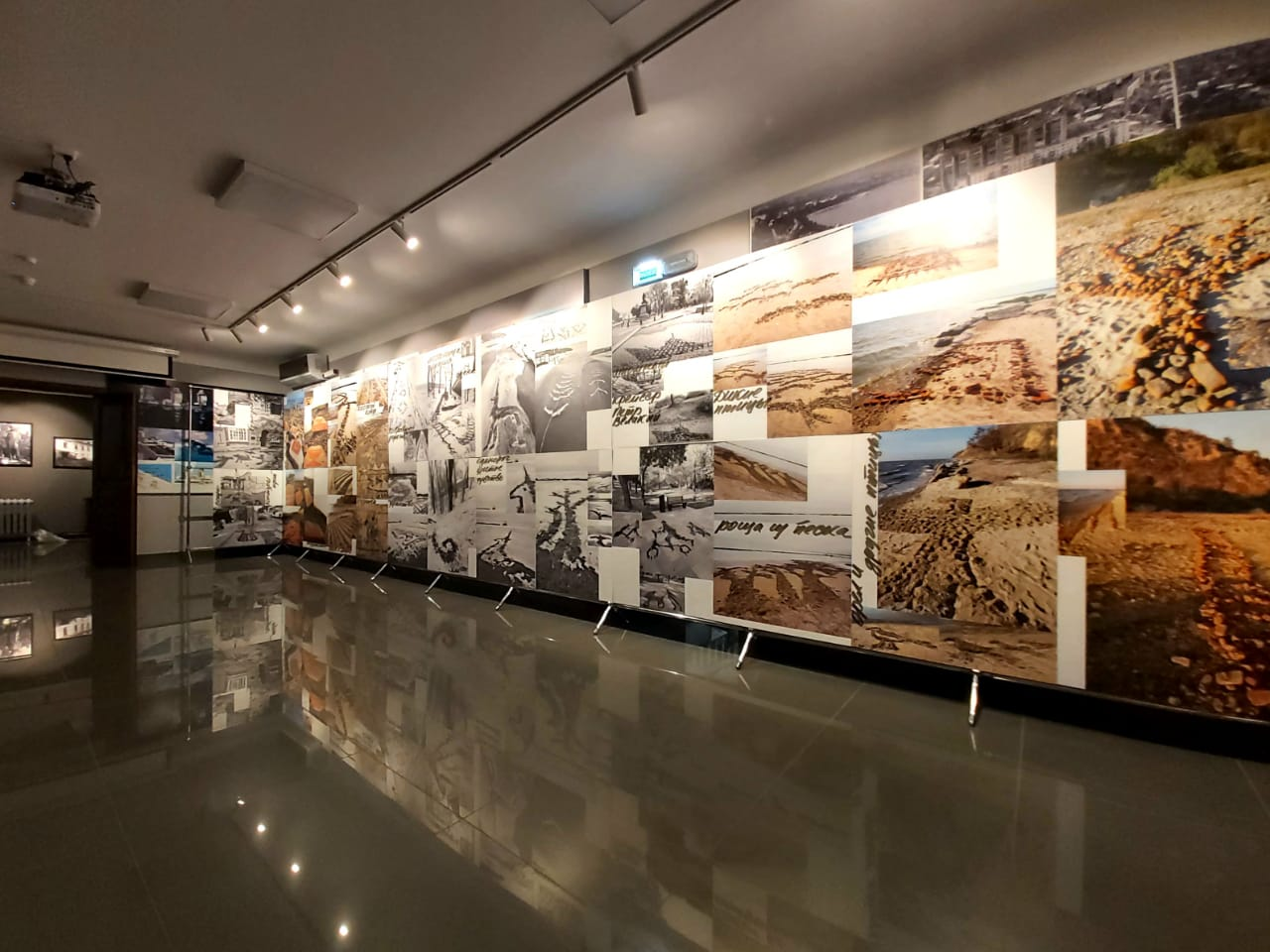
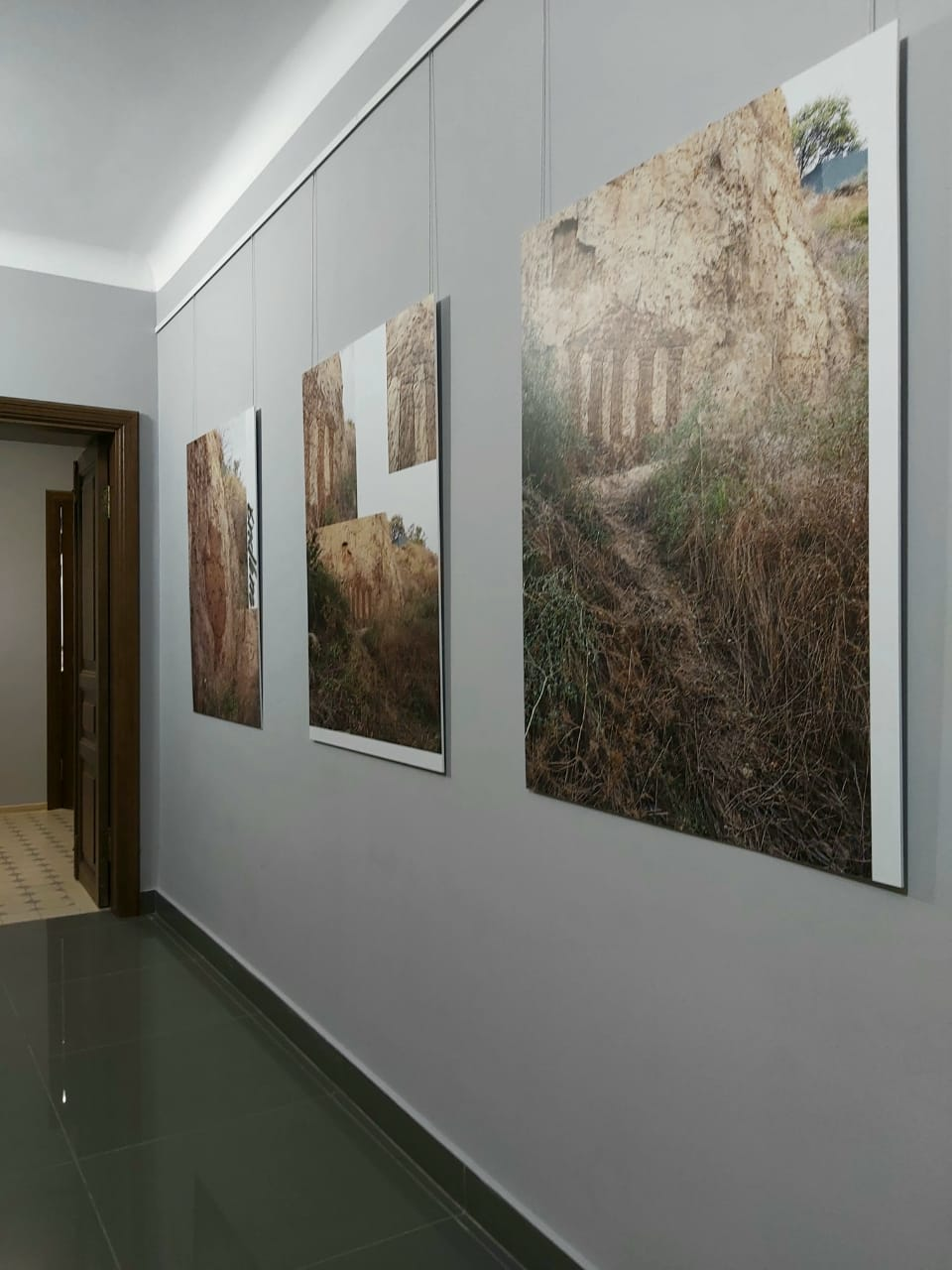
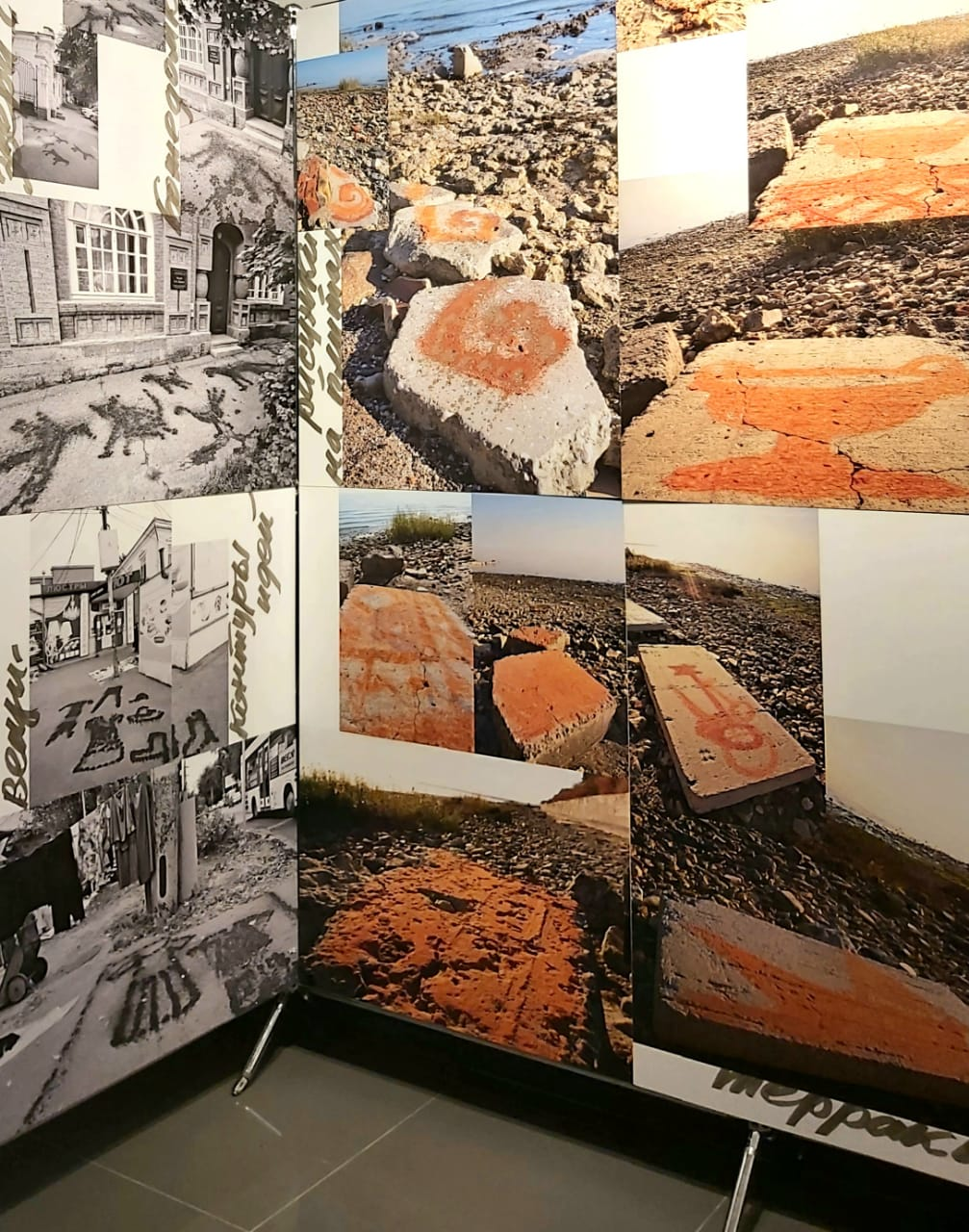